# サマータイムシンデレラ
「サマータイムシンデレラ」（Summer Time Cinderella）は、日本のポップ・ロック・バンドである緑黄色社会の楽曲。2023年7月24日に配信限定で発売された後、7枚目のシングルとして8月7日に配信で、9月6日にCDで発売された。作詞は長屋晴子と小林壱誓の共作で、作曲は穴見真吾が手がけた。楽曲はフジテレビ系月9ドラマ『真夏のシンデレラ』の主題歌として書き下ろされた。シングルにはカップリング曲として同作の挿入歌「マジックアワー」が収録された。
2024年6月26日にはBillboard JAPANチャートにおけるストリーミング累計再生回数が1億回を突破した。

## 背景・リリース
2023年7月7日、同月10日から放送が開始されるフジテレビ系月9ドラマ『真夏のシンデレラ』の主題歌が「サマータイムシンデレラ」に決定したことを発表。本作は緑黄色社会初の月9ドラマ主題歌となった。長屋はお話を聞いた時は、やっぱり「月9」という響きが自分たちも憧れていたものであったので、すごいうれしかったですね。同時に「月9」という枠は誰もが見たり、話題に上がるのでプレッシャーもありましたと語っている。主題歌制作にあたって複数の楽曲を提出しており、その中から本作が選ばれた。
7月19日に放送されたニッポン放送『緑黄色社会・長屋晴子のオールナイトニッポンX』でラジオ初フルオンエアとなった。
7月24日に先行配信を開始。ジャケットには海辺に脱ぎ捨てられた服を被写体とした写真が使用された。同日、7枚目のシングルとして8月7日に配信、9月6日にCDで発売することを発表した。シングルにはカップリング曲として『真夏のシンデレラ』の挿入歌「マジックアワー」が収録され、CDシングルは初回生産限定盤（CD+Blu-ray）と通常盤（CD）の2形態での発売。初回生産限定盤に付属のBlu-rayには、5月から7月にかけて行なわれた全国ホールツアー『pink blue tour 2023』から6月15日の東京国際フォーラム公演でのライブ映像を収録。

## 制作
「サマータイムシンデレラ」は、フジテレビ系月9ドラマ『真夏のシンデレラ』の主題歌として書き下ろされたラブソングで、夏の舞台をテーマとして制作された。楽曲はドラマ側との話し合いを経て「夏と恋愛の“王道”」を意識して制作され、長屋によれば歌詞はドラマの台本を読んで内容に寄せることを意識したとのことで、とはいえ、自分の中にあるものしか出てこないと思うので、実体験だったり、自分の理想だったり、思いみたいなものはすごく入っていますと語っている。長屋は楽曲の制作にあたり（ドラマの舞台である）江ノ島を訪れたメンバーがいたことを明かしている。
楽曲制作は作曲から始まり、主題歌のオファーを受けてメンバー全員で数曲書いた中から穴見が書いた本作に決まり、そこから小林によって歌詞が加えられていった。その後、ドラマのプロデューサーとの打ち合わせを経て、手直しをする段階で長屋が加わった。歌詞を書き始めた当初は、長屋によれば最初はもう少し「シンデレラ」要素があったし、わりと具体性を帯びた歌詞であったが、「（ドラマの曲であるため）具体性によって断定されてしまうシーンがある」「「シンデレラ」要素が見方によっては幼く感じられてしまう」といったことから、あらゆるシーンで使えるように書き換えられていった。
『音楽ナタリー』のインタビュアーから「どんなイメージで曲を作ったか」を聞かれた穴見は、「夏の曲」といえば杏里の「悲しみがとまらない」をはじめとした作曲家の林哲司が手がけた楽曲が思い浮かぶとし、林さんの曲のように波の音が聞こえてきそうな曲にできたらいいなと思って、イントロやAメロの導入でさわやかな風景の中に連れ去っていく感じを意識しましたと説明している。
デモ音源の段階である程度肉付けされていたが、ドラマ側から昔っぽいという指摘を受けたことから、アレンジャーのLASTorderの協力のもとアレンジが変えられた。ピアノ系のフレーズはLASTorderによって書き直された。また、曲の中盤におけるピアノが目立つアレンジもLASTorderによるアイデアで、楽曲制作前に行なわれたライブでのソロタイムでpeppeがクラシックを弾いていたことがきっかけとなっている。

## プロモーション

### ミュージック・ビデオ
「サマータイムシンデレラ」のミュージック・ビデオは、2023年8月7日の22時に公開された。監督は大久保拓朗が務めた。ミュージック・ビデオは千葉県山武市で撮影され、海岸での演奏シーンや花火のシーンなどで構成された夏を前面に出した作品となっている。なお、ロケによるミュージック・ビデオの撮影は「sabotage」以来となった。
ミュージック・ビデオは、公開から4日間で100万回を超える再生回数を記録した。

### 楽曲の披露
「サマータイムシンデレラ」は、2023年7月12日にフジテレビ系列で放送された『2023 FNS歌謡祭 夏』でテレビ初披露となった。7月31日に放送されたTBS系『CDTVライブ!ライブ! 2時間スペシャル』ではフルサイズで披露された。このほか、テレビ朝日系『ミュージックステーション 夏の3時間半スペシャル』（2023年8月4日放送）や、フジテレビ系『めざまし8』（2023年8月29日放送回）、NHK総合『Venue101』（2023年10月7日放送回）、読売テレビ・日本テレビ系『ベストヒット歌謡祭2023』（2023年11月16日放送）、日本テレビ系『with MUSIC』（2024年8月3日放送回）。でも披露された。
9月1日に公開された『THE FIRST TAKE』第355回では、レコーディングにも参加した湯本とともにアコースティック・ギターやトランペットを交えたアレンジで演奏された。

## 評価
音楽ライターの森朋之は、リアルサウンドに寄稿したレビューで真夏の海を舞台にした恋愛ドラマに寄り添うことで、緑黄色社会のカラフルなポップセンスがしっかりと際立つ楽曲に仕上がっている。夏の切なさを想起させるpeppeの鍵盤をはじめ、メンバー全員のプレイヤビリティが活かされたアレンジ、寂寥感と解放感を同時に放つ長屋のボーカルも聴きごたえ十分だと評した。
フリーライターの橘川有子は、本作を恋を予感したときの胸のときめきや、自分の感情を抑えきれない心のざわめき、甘酸っぱい記憶、はらはらする感情を、音楽に写し取ったかのような楽曲と説明した。
第65回日本レコード大賞で優秀作品賞を受賞した。

## シングル収録曲
| #         | タイトル                                  | 作詞              | 作曲      | 編曲                               | 時間  |
| --------- | ----------------------------------------- | ----------------- | --------- | ---------------------------------- | ----- |
| 1.        | 「サマータイムシンデレラ」                | 長屋晴子 小林壱誓 | 穴見真吾  | LASTorder [ 1 ] 穴見真吾 [ 1 ]     | 3:48  |
| 2.        | 「マジックアワー」                        | 小林壱誓          | 小林壱誓  | LASTorder [ 30 ] 緑黄色社会 [ 30 ] | 3:43  |
| 3.        | 「サマータイムシンデレラ (Instrumental)」 |                   |           |                                    | 3:48  |
| 4.        | 「マジックアワー (Instrumental)」         |                   |           |                                    | 3:42  |
| 合計時間: | 合計時間:                                 | 合計時間:         | 合計時間: | 合計時間:                          | 15:01 |

| #   | タイトル                           | 作詞 | 作曲・編曲 |
| --- | ---------------------------------- | ---- | ---------- |
| 1.  | 「ピンクブルー」                   |      |            |
| 2.  | 「さもなくば誰がやる」             |      |            |
| 3.  | 「Don!!」                          |      |            |
| 4.  | 「あのころ見た光」                 |      |            |
| 5.  | 「これからのこと、それからのこと」 |      |            |
| 6.  | 「ジブンセイフク」                 |      |            |
| 7.  | 「LITMUS」                         |      |            |
| 8.  | 「Mela!」                          |      |            |
| 9.  | 「あうん」                         |      |            |
| 10. | 「うそつき」                       |      |            |
| 11. | 「大人ごっこ」                     |      |            |
| 12. | 「Starry Drama」                   |      |            |
| 13. | 「Shout Baby」                     |      |            |
| 14. | 「始まりの歌」                     |      |            |
| 15. | 「キャラクター」                   |      |            |
| 16. | 「Slow dance」                     |      |            |
| 17. | 「時のいたずら」                   |      |            |
| 18. | 「sabotage」                       |      |            |

## クレジット
緑黄色社会
- 長屋晴子 – Vocal & Guitar
- 小林壱誓 – Guitar
- peppe – Keyboard
- 穴見真吾 – Bass

外部ミュージシャン
- 比田井修 – Drums
- 湯本淳希 – Trumpet
- LASTorder – Programming

レコーディング・スタッフ
- 村上宣之 – Recording & Mixing
- 阿部充泰 – Mastering

## チャート成績

### 週間チャート
| チャート (2023年)           | 最高位 |
| --------------------------- | ------ |
| 日本 (Japan Hot 100)        | 11     |
| 日本 (オリコン)             | 17     |
| 日本 (オリコン合算シングル) | 9      |

### 月間チャート
| チャート (2023年) | 最高位 |
| ----------------- | ------ |
| 日本 (オリコン)   | 45     |

### 年間チャート
| チャート (2023年)                      | 順位 |
| -------------------------------------- | ---- |
| Japan Download Songs (Billboard JAPAN) | 52   |

## 認定
| 国/地域                  | 認定           | 認定/売上数    |
| ストリーミング           | ストリーミング | ストリーミング |
| ------------------------ | -------------- | -------------- |
| 日本 (RIAJ)              | Platinum       | 100,000,000    |
| 認定のみに基づく再生回数 |                |                |

## 発売日一覧
| 国/地域 | 発売日        | レーベル           | 規格       | 規格品番      | 備考           |
| ------- | ------------- | ------------------ | ---------- | ------------- | -------------- |
| 全国    | 2023年7月24日 | Epic Records Japan | 音楽配信   | ESXX02786B00Z | 先行配信       |
| 全国    | 2023年8月7日  | Epic Records Japan | 音楽配信   | ESCL05877B00Z |                |
| 日本    | 2023年9月6日  | Epic Records Japan | CD+Blu-ray | ESCL-5875/6   | 初回生産限定盤 |
| 日本    | 2023年9月6日  | Epic Records Japan | CD         | ESCL-5877     | 通常盤         |